# Ignacio Salcedo
Ignacio Salcedo (all'anagrafe Ignacio María Salcedo Sánchez de la Blanca; Madrid, 22 maggio 1947) è un ex calciatore spagnolo, di ruolo centrocampista.

## Carriera
Svolse la propria carriera nell'Atlético Madrid, disputando otto stagioni tra il 1969 e il 1977 totalizzando 167 presenze e segnando 19 gol. Durante la sua carriera vinse sei trofei, tra cui tre trofei (il primo nell'anno del suo esordio professionistico, il terzo nella stagione del suo ritiro) e un'edizione della Coppa Intercontinentale, di cui disputò uno spezzone della gara di ritorno.

## Statistiche

### Presenze e reti nei club
| Stagione  | Squadra         | Campionato | Campionato | Campionato |
| Stagione  | Squadra         | Comp       | Pres       | Reti       |
| --------- | --------------- | ---------- | ---------- | ---------- |
| 1969-1970 | Atlético Madrid | PD         | 20         | 2          |
| 1970-1971 | Atlético Madrid | PD         | 22         | 2          |
| 1971-1972 | Atlético Madrid | PD         | 28         | 1          |
| 1972-1973 | Atlético Madrid | PD         | 19         | 3          |
| 1973-1974 | Atlético Madrid | PD         | 23         | 3          |
| 1974-1975 | Atlético Madrid | PD         | 25         | 4          |
| 1975-1976 | Atlético Madrid | PD         | 18         | 3          |
| 1976-1977 | Atlético Madrid | PD         | 12         | 1          |

## Palmarès
- Campionato spagnolo: 3

1969-1970, 1972-1973, 1976-1977
- Coppa di Spagna: 2

1971-1972, 1975-1976
- Coppa Intercontinentale: 1

1974